# Damanjodi
Damanjodi là một thị trấn thống kê (census town) của quận Koraput thuộc bang Orissa, Ấn Độ.

## Nhân khẩu
Theo điều tra dân số năm 2001 của Ấn Độ, Damanjodi có dân số 8475 người. Phái nam chiếm 54% tổng số dân và phái nữ chiếm 46%. Damanjodi có tỷ lệ 83% biết đọc biết viết, cao hơn tỷ lệ trung bình toàn quốc là 59,5%: tỷ lệ cho phái nam là 85%, và tỷ lệ cho phái nữ là 81%. Tại Damanjodi, 14% dân số nhỏ hơn 6 tuổi.